# Hans Hansen Osten
 Der er flere personer med dette navn, se Hans Hansen.
Hans Hansen Osten (25. marts 1617 nær Løgumkloster – 3. april 1672) var en dansk krongodsforvalter og proviantskriver ved Københavns Slot.
I gravskriften kaldes han Osten, men ellers vides han ikke at have brugt dette navn. Der vides ikke meget om Hans Hansen Ostens tidlige år, ud over at han var bondesøn, men på et eller andet tidspunkt kom han i Christian IV's tjeneste. Efter at have været lakaj i nogle år avancerede han til køkkenskriver på Rosenborg Slot i 1645 og kort efter også til foged samme sted. Han mistede stillingen i 1647, og efter eget udsagn skyldtes det, at Vibeke Kruse var imod ham. Efter kongens død i 1648 fortsatte Hans Hansen Osten sin opstigning i embedsstanden under Frederik III, og blev i 1649 rejsekøkkenskriver, og den 24. juli 1654 blev han udnævnt til proviantskriver. Året efter den 15. juli 1655 blev han gift med Abel Cathrine, der var dronningens kammerpige. Han var en foretagsom mand, der forstod at tjene penge. Under belejringen af København var han således i stand til at forstrække regeringen med penge til gengæld for udlagt krongods. I 1659 blev han tillige medlem af direktionen for Kvæsthuset. Fra 1661 forbandt han desuden stillingerne som dronningens forvalter på Lolland og Falster og som en slags amtmand (inspektør) over Aalholm, Halsted Klosters og Nykøbing Amter. I 1664 fik han af kronen skøde på ca. 1300 tønder land hartkorn i Jylland.
Hans Hansen Osten og Abel Cathrine er begge bisat i Holmens Kirke, hvor deres læderbetrukne kister er blandt de 18 kister og sarkofager, der er placeret i Kapelsalen. Der hænger tillige et epitafium med et dobbeltportræt af parret, malet af Abraham Wuchters på kobberplade formentlig i tiden 1668-70 og ophængt i 1674.

## Eksterne kilder
- Dansk biografisk Lexikon

|  | Artiklen om Hans Hansen Osten kan blive bedre, hvis der indsættes et (bedre) billede Du kan hjælpe ved at afsøge Wikimedia Commons for et passende billede eller uploade et godt billede til Wikimedia Commons iht. de tilladte licenser og indsætte det i artiklen. |